# سيا كانغري
سيا كانغري (بالإنجليزية: Sia Kangri) هو جبل يقع في سلسلة جبال كاراكورام على الحدود المتنازع عليها بين جلجت - بلتستان التي تديرها باكستان ولداخ التي تديرها الهند. كما أن الجبل قريب من نقطة التقاء الحدود مع الصين.
يبلغ ارتفاع الجبل 7٬422 مترًا (24٬350 قدمًا)، مما يجعله في المرتبة 61 من حيث الارتفاع بين قمم العالم. تقع القمة الرئيسية للجبل على بعد حوالي 10 كيلومترات شرق كونكورديا ونهر جودوين أوستن الجليدي، وهي منطقة تشتهر بكونها مدخلًا إلى كيه 2، ثاني أعلى جبل في العالم.

## التسلق
تم أول صعود ناجح إلى قمة سيا كانغري في عام 1934 من قبل فريق بقيادة الألماني غونتر ديانيرت، وكان جزءًا من بعثة ألمانية تهدف إلى استكشاف منطقة كاراكورام.

## الجغرافيا والحدود
يمتد خط السيطرة الفعلي بين الهند وباكستان إلى الجنوب الغربي من الجبل، في حين أن الحدود الواقعة شرق الجبل متنازع عليها بين الهند والصين. يقع الجبل في منطقة سياشين غلاتشر، وهي منطقة ذات أهمية إستراتيجية شهدت صراعات عسكرية بين الهند وباكستان.

## وصلات خارجية
- بيانات عن قمة سيا كانغري على Peakbagger.com

- معلومات عن سيا كانغري على SummitPost